# Selandia - Center for Erhvervsrettet Uddannelse
 For alternative betydninger, se Selandia. (Se også artikler, som begynder med Selandia)
Selandia CEU – (Center for Erhvervsrettet Uddannelse) var  en uddannelsesinstitution beliggende i Slagelse. 
Selandia CEU fusionerede med ZBC i 2017. Den samlede skole hedder nu ZBC (Zealand Business College). 
Selandia var  en fusion mellem den tidligere handelsskole i Slagelse, den tidligere tekniske skole i Slagelse samt dele af AMU-Center Syd- og Vestsjælland.
Ca. 16.000 elever, studerende og kursister tog hvert år kursus eller uddannelse på Selandia CEU, som havde 370 ansatte.

## Uddannelser på Selandia CEU
- Erhvervsgymnasium: htx og hhx (højere teknisk eksamen og højere handelseksamen).

- VEU-Center Vestsjælland: Studieforberedende voksenundervisning (FVU) samt AMU-kurser.

- Fagskoler:

- Handelsskkolen (HG)
- Bygge- og Anlæg
- Bil, Fly- og andre Transportmidler
- Kokke- og Tjenerskolen
- Landbrugs- og Gartnerskolen
- Produktion- og Udvikling
- Strøm, Styring- og It

## Faguddannelser på Selandia CEU

### Landbrugs- og Gartnerskolen

#### Uddannelser på Landbrugs- og Gartnerskolen
- Landmand
- Landbrugsassistent
- Jordbrugsmaskinfører
- Anlægsgartner
- Anlægsgartnerassistent
- Dyrepasser
- Dyrepasserassistent
- Skov- og naturtekniker

### Kokke- og Tjenerskolen

#### Uddannelser på Kokke- og Tjenerskolen
- Tjener
- Selskabstjener
- Kok
- Cater
- Gastronomassistent
- Receptionist *
- Hotel- og fritidsassistent *
- Ernæringsassistent *
- Smørrebrødsjomfru *
- Detailslagter - butik *
- Bager *
- Konditor *

- (*) Uddannelsen startes på Selandia, men afsluttes på en anden skole.

### Bygge- og Anlæg

#### Uddannelser på Bygge- og Anlæg
- Maler
- Murer
- Tømrer
- Byggemontagetekniker

#### Vvs-uddannelser*
- Vvs'er
- Vvs og blikkenslager
- Vvs- og energispecialist
- Ventilationstekniker
- Rustfast industrimontør

#### Træfagenes byggeuddannelse
- Alu-tømrer*
- Gulvlægger*
- Tækkemand*

- (*) Uddannelsen startes på Selandia, men afsluttes på anden skole.

### Produktion- og Udvikling

#### Uddannelser på Produktion- og Udvikling
- Industritekniker
- Smed
- Teknisk designer
- Cnc-tekniker
- Værktøjsuddannelsen
- Køletekniker
- Finmekaniker
- Låseassistent
- Aluminiumsoperatør
- Industrisvejser
- Beslagsmed
- Skibstekniker
- Skibsmontør

- (*) Uddannelsen startes på Selandia, men afsluttes på anden skole.

### Strøm, Styring- og It

#### Uddannelser på Strøm, Styring- og It
- Elektriker
- Data- og kommunikationsuddannelsen. *

- (*) Uddannelsen startes på Selandia, men afsluttes på anden skole

### Transport- og Logistik

#### Uddannelser på Transport- og Logistik
- Lager og terminal
- Personbefordring
- Vejgodstransport

### Bil, Fly- og Andre transportmidler

#### Uddannelser på Bil, Fly- og andre Transportmidler
- Personvognsmekaniker
- Cykel- og motorcykeluddannelsen
- Karosseriuddannelsen
- Lastvognsmekaniker